# شهرستان کراسنوگواردیسکی، آدیغیه
شهرستان کراسنوگواردیسکی، آدیغیه (به لاتین: Krasnogvardeysky District, Republic of Adygea) یک شهرستان در روسیه است که در آدیغیه واقع شده‌است.